# كيف أدامز
كيف آدامز (بالفرنسية: Kev Adams)‏
، واسمه الحقيقي كيفن سمادجا (بالفرنسية: Kevin Smadja)‏
، هو ممثل ومنتج وكاتب سيناريو وممثل كوميدي فرنسي، من مواليد 1 يوليو 1991 في الدائرة السادسة عشرة في باريس، فرنسا.

## روابط خارجية
- كيف أدامز على موقع IMDb (الإنجليزية)
- كيف أدامز على موقع ميتاكريتيك (الإنجليزية)
- كيف أدامز على موقع روتن توميتوز (الإنجليزية)
- كيف أدامز على موقع ألو سيني (الفرنسية)
- كيف أدامز على موقع ميوزك برينز (الإنجليزية)
- كيف أدامز على موقع ديسكوغز (الإنجليزية)
- كيف أدامز على موقع قاعدة بيانات الفيلم (الإنجليزية)
- كيف أدامز على موقع كينوبويسك (الروسية)